# Slipknot (группа из Коннектикута)
Slipknot [ˈslɪp.nɒt] (в переводе с англ. — «скользящий узел», «петля», «удавка») — американская кроссовер-трэш-группа, образованная в 1980 году в Нью-Хэвен, штат Коннектикут, США. На счету группы всего одна EP. Распались в 1989 году.

## Дискография
- Slipknot (1989)

## Участники группы
- Стимми — вокал, бас-гитара
- Майк Мартинес — ударные
- Скотт Агостинелли — гитара